# Rajd Firestone 1972
Rajd Firestone 1972 (6. Rallye Internacional Firestone) – 6 edycja rajdu samochodowego Rajd Firestone rozgrywanego w Hiszpanii. Rozgrywany był od 17 do 19 marca 1972 roku. Była to szósta runda Rajdowych Mistrzostw Europy w roku 1972 oraz szósta runda Rajdowych Mistrzostw Hiszpanii.

## Klasyfikacja rajdu
| Miejsce                      | Kierowca                     | Pilot                           | Samochód                     | Czas                         | Strata                       |                              |
| Klasyfikacja generalna i ERC | Klasyfikacja generalna i ERC | Klasyfikacja generalna i ERC    | Klasyfikacja generalna i ERC | Klasyfikacja generalna i ERC | Klasyfikacja generalna i ERC | Klasyfikacja generalna i ERC |
| ---------------------------- | ---------------------------- | ------------------------------- | ---------------------------- | ---------------------------- | ---------------------------- | ---------------------------- |
| 1.                           | Jean-Pierre Nicolas          | Jean Todt                       | Alpine-Renault A110 1800     | 2:24:38                      | 0.0                          |                              |
| 2.                           | Eladio Doncel                | Antonio Mantecón                | Porsche 911 S                | 2:26:57                      | +2:19                        |                              |
| 3.                           | Sergio Barbasio              | Arnaldo Bernacchini             | Lancia Fulvia 1.6 Coupé HF   | 2:35:57                      | +11:19                       |                              |
| 4.                           | José Pavón                   | Ricardo Antolín                 | Alpine-Renault A110 1440     | 2:36:03                      | +11:25                       |                              |
| 5.                           | Marc Etchebers               | Marie-Christine Etchebers-Rives | BMW 2002 Ti                  | 2:37:04                      | +12:26                       |                              |
| 6.                           | Roger Vanderschrick          | Christian Delferier             | Porsche 911 S                | 2:37:44                      | +13:06                       |                              |
| 7.                           | Estanislao Reverter          | Antonio Reverter                | Alpinche                     | 2:39:03                      | +14:25                       |                              |
| 8.                           | Jean-François Mas            | Bernard Gass                    | BMW 2002 Ti                  | 2:39:22                      | +14:44                       |                              |
| 9.                           | Eugenio Baturone             | Daniel Ferrater                 | Alpine-Renault A110 1500     | 2:39:49                      | +15:11                       |                              |
| 10.                          | Francisco Fernández-Llanio   | Julio Sanchez                   | Ford Capri 2600 RS           | 2:40:04                      | +15:26                       |                              |